# Dusona habermehli
Dusona habermehli är en stekelart som först beskrevs av Joseph Kriechbaumer 1898.  Dusona habermehli ingår i släktet Dusona och familjen brokparasitsteklar. Inga underarter finns listade i Catalogue of Life.